# Dik Box

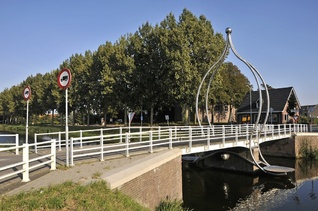
1997- Vrijheidsbeeld Abbenes (Haarlemmermeer)

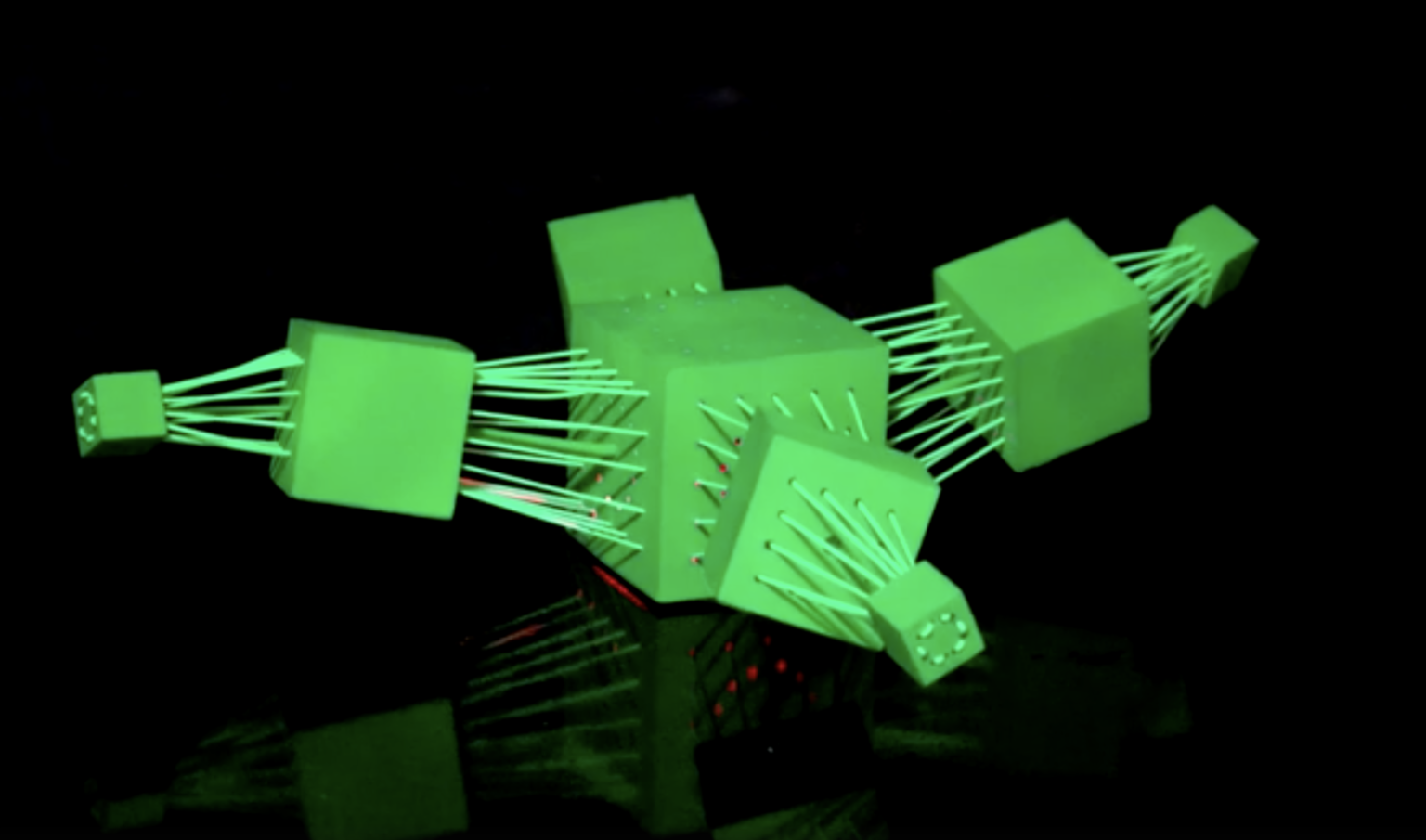
2021 Uit de serie Metazao

Dik Box (Overveen, 1947) is een Nederlands beeldhouwer, kinetisch kunstenaar en industrieel vormgever.

## Leven en werk
Box kreeg een opleiding aan de Koninklijke Academie van Beeldende Kunsten in Den Haag (1966-1971). Hij maakt ruimtelijk werk, waarin beweging -of de suggestie daarvan- een grote rol speelt. Zijn werken hebben in de regel geen titel, Box duidt ze simpelweg aan als kunsttoepassing, mobiel of kinetisch object.
Box had solo-exposities in onder andere Museum Maassluis (1980), Museum Waterland (1997), de Vishal (2013, 2017) en het Museum Haarlem (2016).

## Werken (selectie)

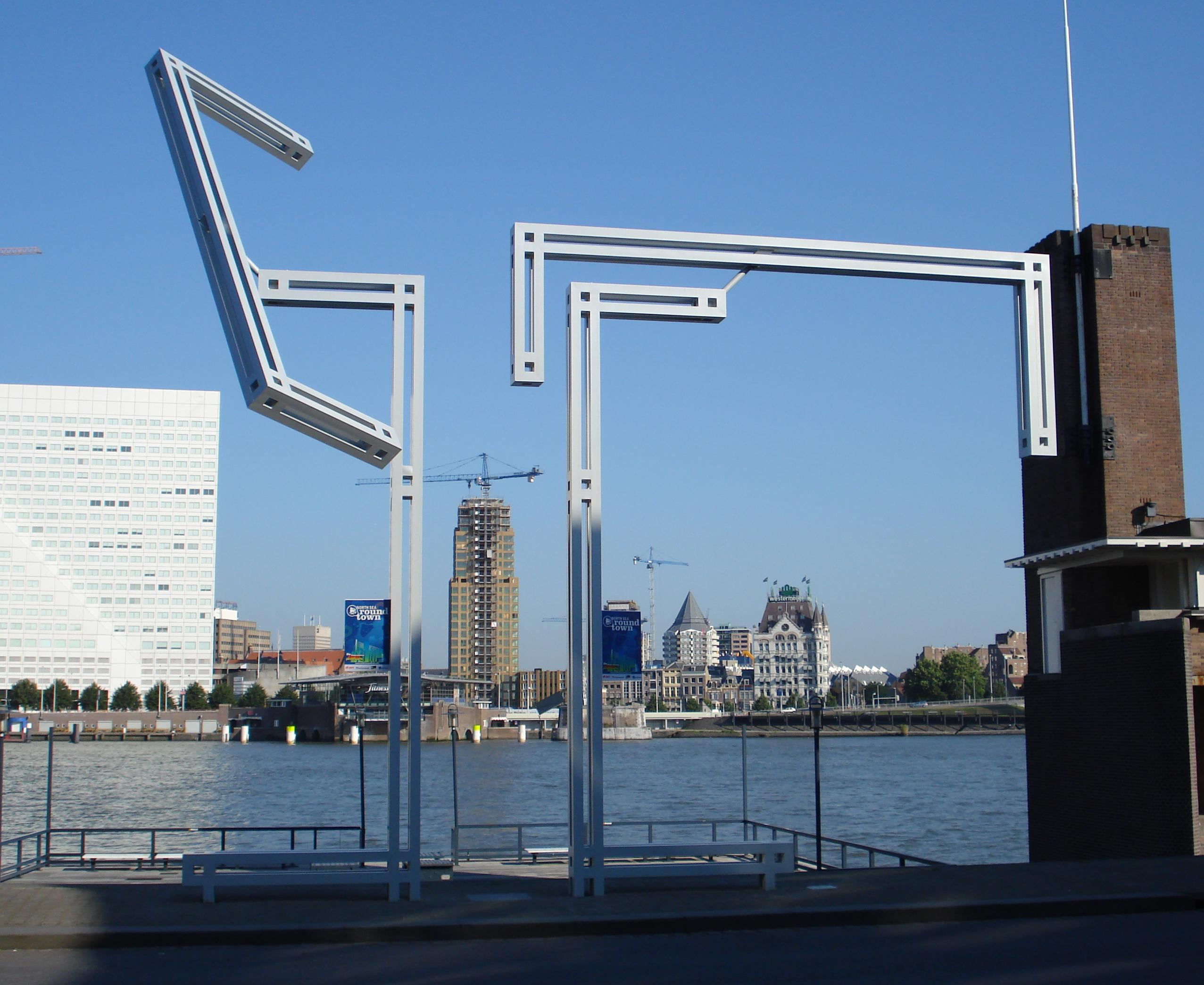
1984 - Maaskade, Rotterdam
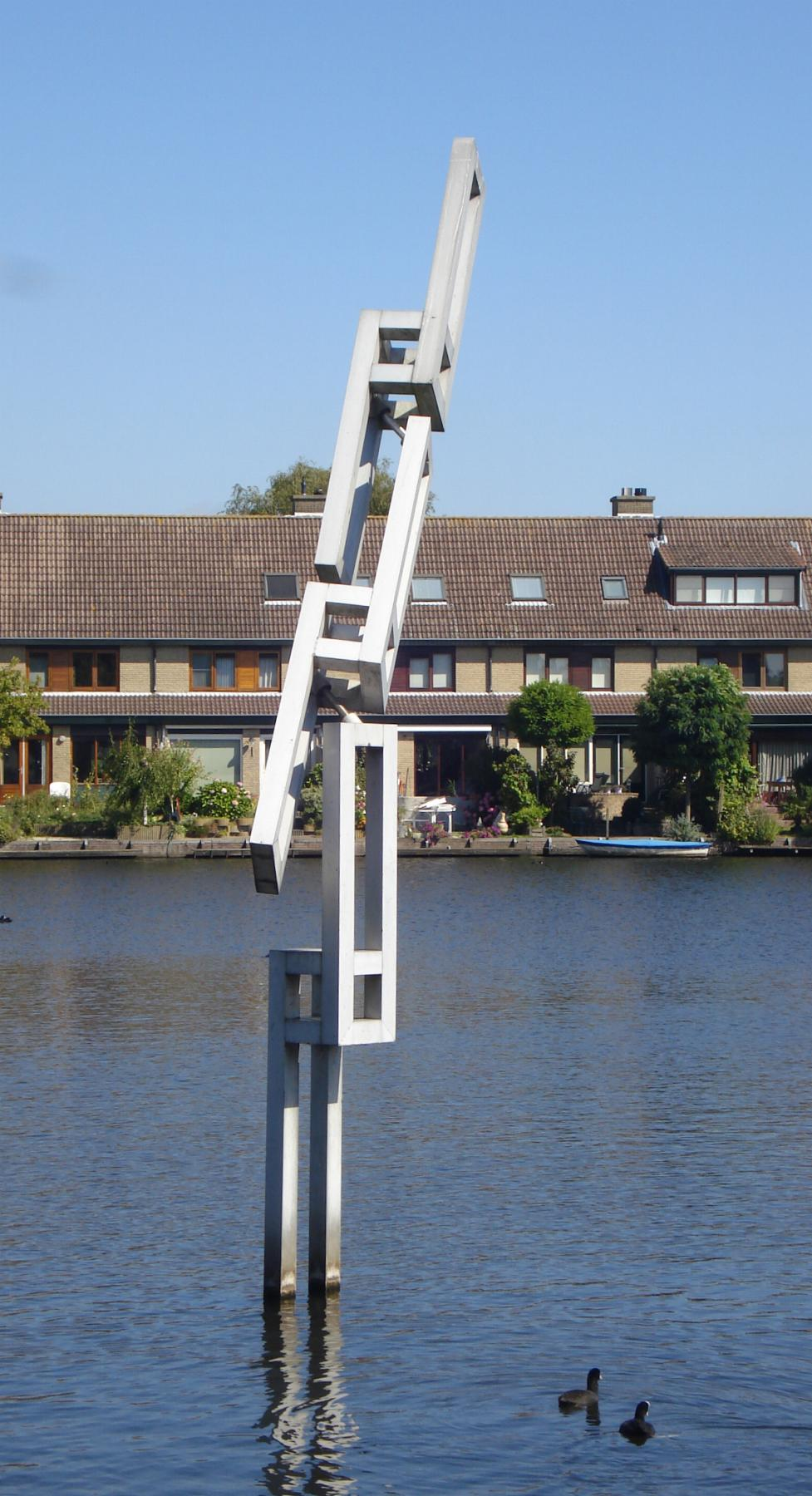
1985 - Mobiel, Broekwegkade, Zoetermeer
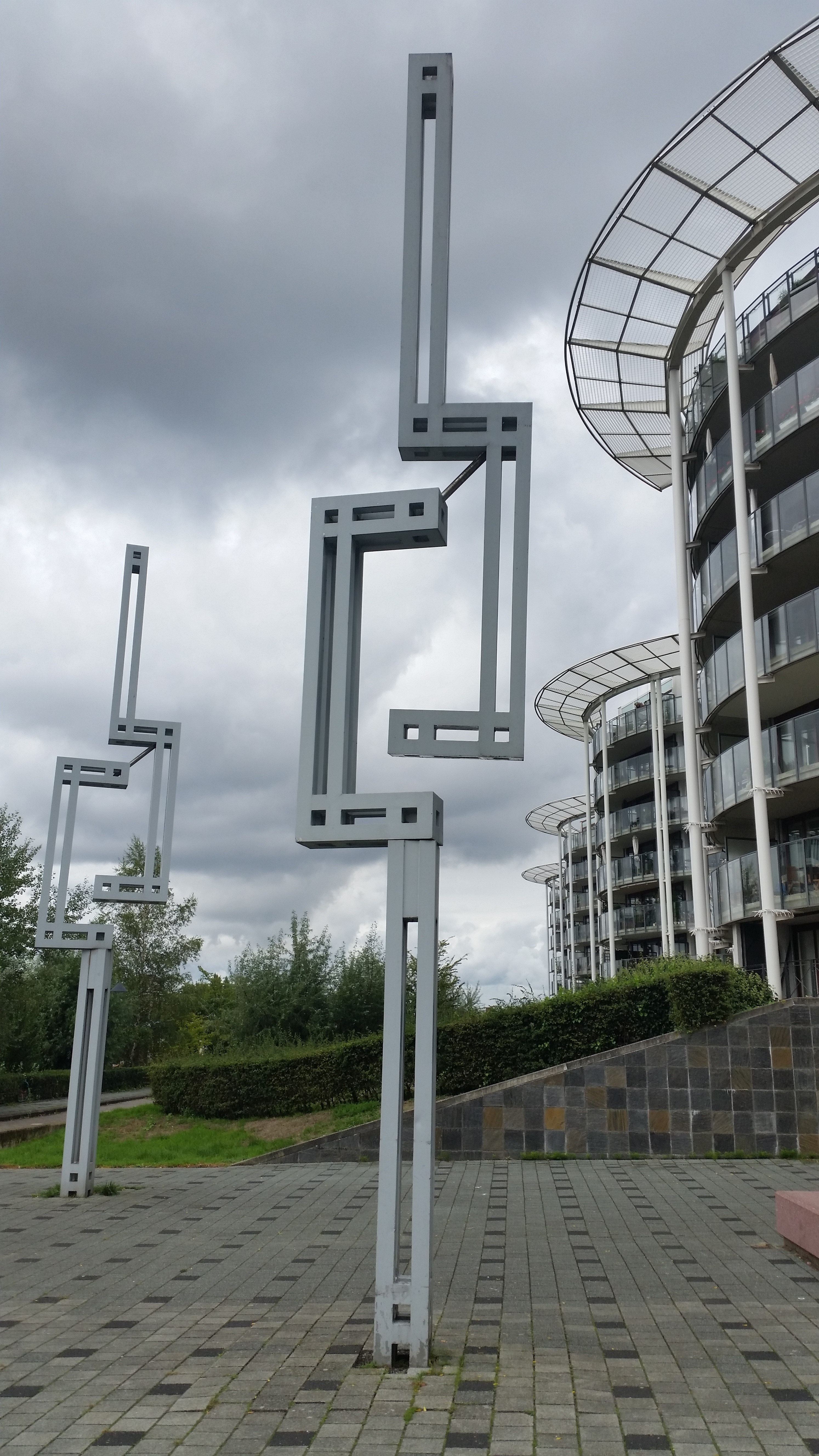
1985 - Zonder titel, Amstelboulevard, Amsterdam-Oost
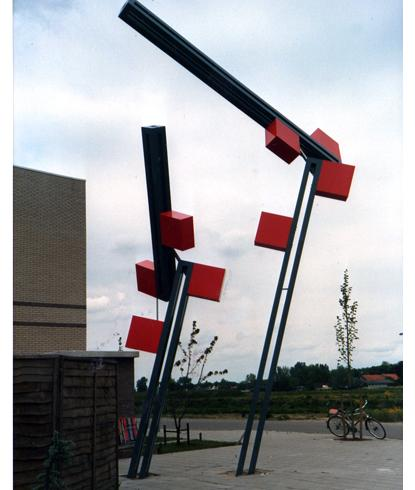
1986 - Markeringspunt Zuiderpolder Haarlem
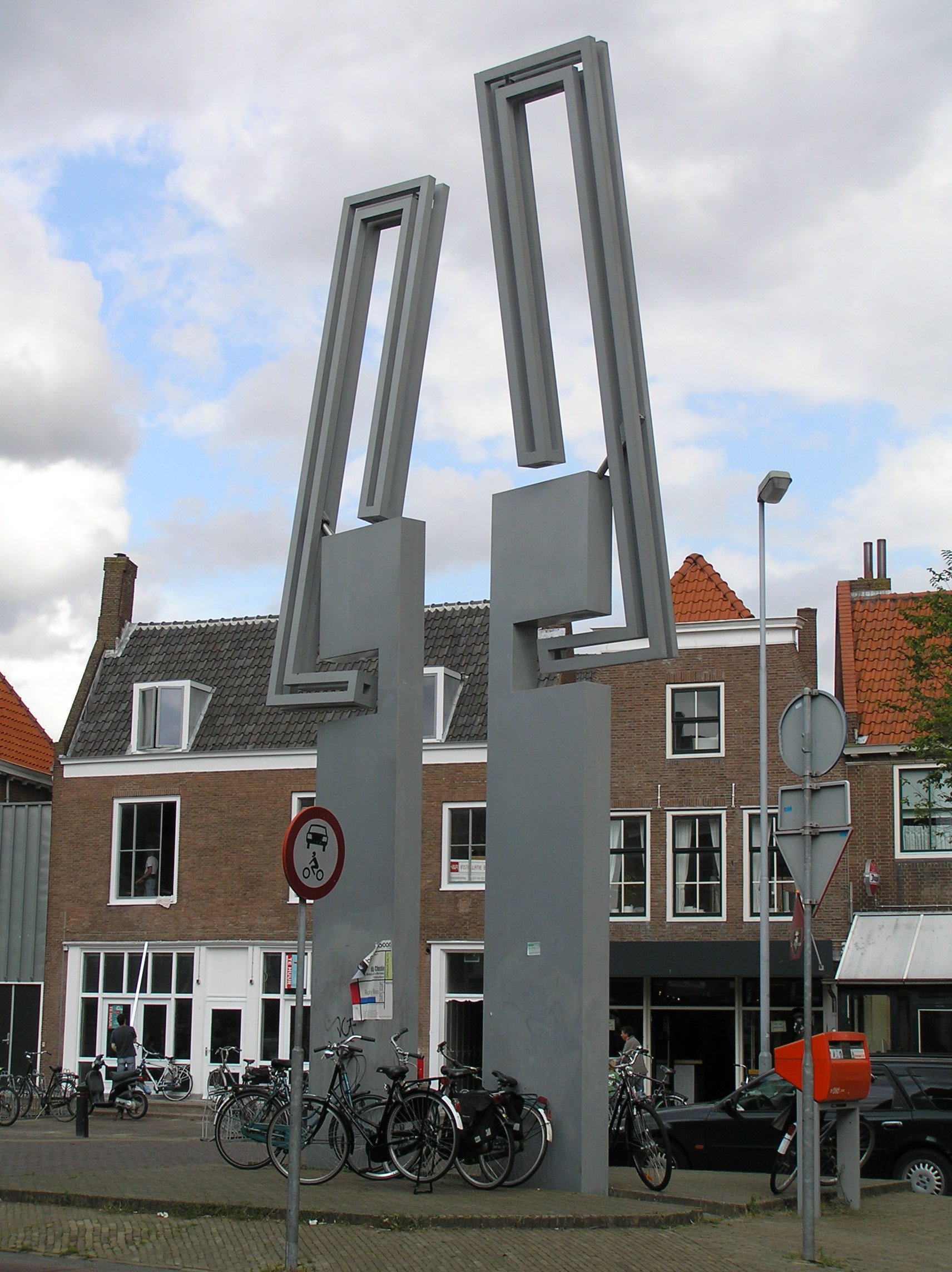
1987 - Plein 1940 (Middelburg)
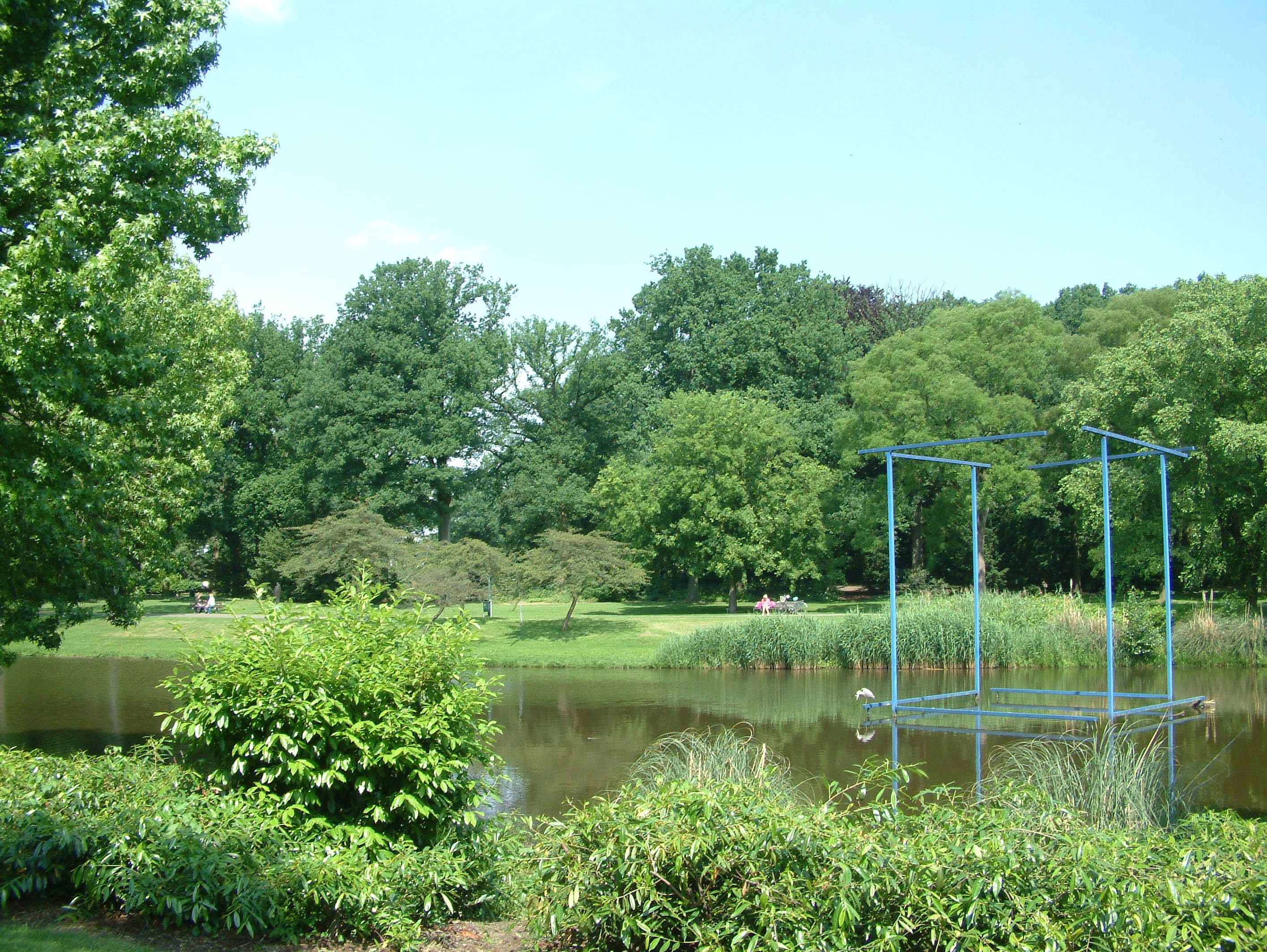
1987 - Stadswandelpark, Eindhoven